# Ralph Gonsalves
Ralph Gonsalves (ur. 8 sierpnia 1946 w Colonaire, Saint Vincent) – vincentyński polityk. Premier Saint Vincent i Grenadyn od 2001. 

## Młodość i edukacja
Ralph Gonsalves określany jest niekiedy mianem "Towarzysza Ralpha". Urodził się w 1946 w rolniczej wiosce Colonarie. Jego ojciec był rolnikiem. Przodkowie Gonsalvesa przybyli do Saint Vincent i Grenadyn jako służący z portugalskiej Madery w 1845. 
Ralph Gonsalves w 1968 ukończył ekonomiczne studia licencjackie, a następnie studia magisterskie z dziedziny zarządzania na Uniwersytecie Indii Zachodnich w Monie na Jamajce. Uzyskał doktorat na Uniwersytecie Manchesterskim w Wielkiej Brytanii z zakresu zarządzania. W czasie studiów doktoranckich przez rok przebywał na Uniwersytecie Makerere w Ugandzie, gdzie prowadził pracę badawczą związaną z jego rozprawą doktorską pt. "Ekonomia polityczna związków zawodowych i stosunki gospodarcze w Ugandzie w l. 1950-1971".
W czasie studiów stał na czele Zrzeszenia Studentów Uniwersytetu Indii Zachodnich, był również dziennikarzem gazety studenckiej. Gonsalves jest żonaty i ma pięcioro dzieci.

## Kariera polityczna
Pierwsze kroki w świat polityki stawiał jeszcze w czasach studenckich. W 1968 zorganizował manifestację studencką w obronie znanego historyka i intelektualisty, Waltera Rodneya.
6 grudnia 1998 Gonsalves stanął na czele Partii Jedności Pracy (ULP, Unity Labour Party). 1 października 1999 został liderem opozycji. 
W 2001 Partia Jedności Pracy wygrała jednogłośnie wybory, zdobywając 12 miejsc w 15-osobowym parlamencie. 29 marca 2001 Ralph Gonslaves objął urząd premiera. W wyborach parlamentarnych w grudniu 2006 ULP dokładnie powtórzyła swój wcześniejszy rezultat wyborczy i Gonsalves zachował urząd szefa rządu. Objął także resort finansów, planowania gospodarczego, bezpieczeństwa narodowego, spraw prawnych i energii. 
W maju 2008 kanadyjska prawniczka oskarżyła premiera Gonsalvesa o seksualne molestowanie w czasie pobytu w jego rezydencji pięć lat wcześniej. Premier zaprzeczył tym oskarżeniom.